# Rio Jequitinhonha
O rio Jequitinhonha é um curso de água que banha os estados de Minas Gerais e da Bahia, no Brasil.

## Etimologia
O topônimo "Jequitinhonha" é de origem indígena e tem o significado de "rio largo e cheio de peixes".

## Descrição
Ele nasce na região da cidade de Serro, atravessa o nordeste do Estado de Minas Gerais e desagua no oceano Atlântico, em Belmonte, no estado da Bahia. Percorre uma das regiões que já foi considerada uma das mais pobres do Brasil e do mundo, denominada vale do Jequitinhonha, mas que hoje apresenta leve desenvolvimento e projeta-se para uma região rica e desenvolvida. Perto de suas nascentes fica a cidade de Diamantina; outras cidades da bacia são Coronel Murta, Araçuaí, Itinga, Jequitinhonha, Almenara, Itaobim e outras.

## Afluentes

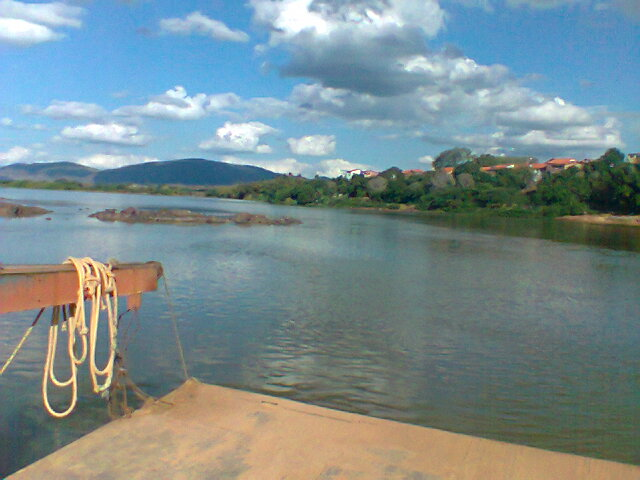
Rio Jequitinhonha em Jacinto, Minas Gerais

Os principais afluentes do Jequitinhonha pela margem direita são os rios Araçuaí, Piauí e São Miguel. Pela esquerda, os rios Itacambiruçu, Salinas e São Pedro. A bacia hidrográfica do Rio Jequitinhonha abrange grande parte do nordeste do estado de Minas Gerais e pequena porção do sul do estado da Bahia. De sua área total, cerca de 94% estão em Minas e apenas 6% localizam-se na Bahia.
O vale do rio Jequitinhonha, apesar de ter sido uma das regiões mais pobres do Brasil - hoje essa situação está mudando - abriga uma cultura peculiar, que se releva nas manifestações populares únicas, ligadas aos mitos da natureza, à navegação e às lendas; e se manifestam no rico artesanato de barro, nas expressões musicais e folclóricas.
O nome do rio Jequitinhonha originou-se do nome da cidade e o termo, na linguagem indígena, quer dizer: no Jequi tem onha[carece de fontes?] (ou seja, no Jequi tem peixe, usados pelos índios botocudos, que habitaram a região, na confluência com o rio São Miguel.
No período colonial, o rio era conhecido como rio das Virgens.
Foram construídas no rio Jequitinhonha duas grandes barragens:
- Usina Hidrelétrica de Irapé, localizada no município de Berilo (MG), com 208 metros de altura, possui a barragem mais alta do Brasil.
- Barragem de Itapebi, no Sul da Bahia.